# Salar de Coipasa
Le salar de Coipasa est un désert de sel de Bolivie situé dans le département d'Oruro. Il se trouve à une altitude de 3 680 mètres dans la partie centre-ouest de l'altiplano andin. Il a plus ou moins 70 km de long sur 50 km de large et une superficie de 2 218 km2. Une infime partie du salar est située au Chili.

## Présentation

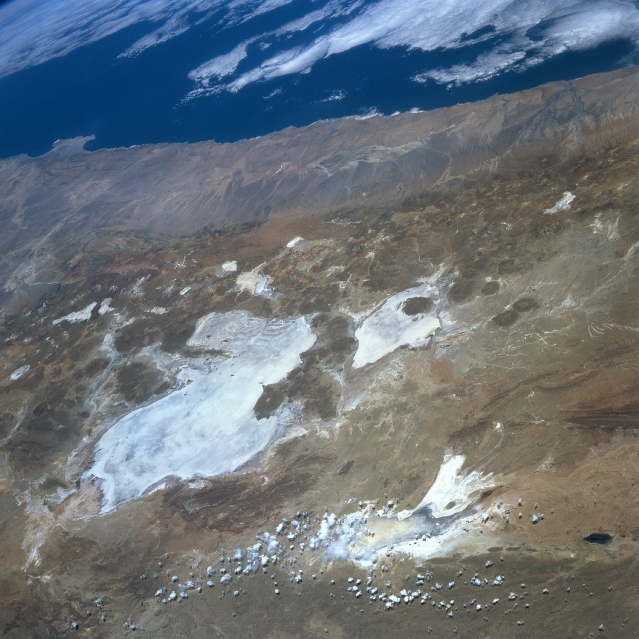
Salar ou désert de sel de Coipasa (à droite), Salar de Uyuni (à gauche), lac Poopó (en bas de l'image). Au loin, l'océan Pacifique et la côte chilienne.

Il est, après le salar d'Uyuni, le second salar le plus grand du pays et il entoure entièrement le lac Coipasa. Les roches qui l'entourent sont avant tout volcaniques, avec sporadiquement quelques affleurements de roches sédimentaires, à l'ouest du salar.